# Goran Perkovac
Goran Perkovac (* 16. September 1962 in Slatina, seinerzeit in der SFR Jugoslawien) ist ein kroatischer Handballtrainer und ehemaliger Handballspieler. Er ist verheiratet und hat zwei Kinder.

## Karriere als Spieler
Goran Perkovac spielte bis 1989 beim RK Medveščak Zagreb. Dann wechselte er zu BSV Borba Luzern. Mit diesem Verein gewann der Rückraumspieler 1993 seine allererste Meisterschaft in der Schweiz. 1996 wechselte er für viereinhalb Jahre zum TV Suhr, wo er sich mit zwei Meistertiteln verabschiedete. Seine letzte Station war Pfadi Winterthur.
Goran Perkovac war auch in der Nationalmannschaft erfolgreich, er spielte in insgesamt 192 Länderspielen und gewann bei den Olympischen Sommerspielen 1996 die Goldmedaille.
Mit 2.637 Toren in 359 Spielen ist Perkovac der Anführer der ewigen Torschützenliste in der Nationalliga A.

## Karriere als Trainer
Goran Perkovac begann seine Trainerkarriere beim TV Suhr. In der Saison 2001/2002 übernahm er Pfadi Winterthur, in welcher er auch zum ersten Mal den Schweizer Meistertitel als Trainer gewann. In der darauf folgenden Saison schaffte er das Double, dies sollten die letzten Erfolge mit den Winterthurern gewesen sein, denn Perkovac verlängerte seinen Vertrag nicht. Am 17. Oktober 2003 übernahm er den Trainerposten des ewigen Meisterschafts-Geheimfavoriten Kadetten Schaffhausen von Wädi Müller und führte den Verein zuerst zum Cupsieg und gewann die erste Meisterschaft der Vereinsgeschichte in der folgenden Saison.
Neben seiner Tätigkeit in Schaffhausen betreute Goran Perkovac die griechische Handballnationalmannschaft. Von 2008 bis 2013 betreute er die Schweizer Nationalmannschaft. Anfang Juli 2013 gaben der Schweizer Verband und Perkovac bekannt, dass der bis 2014 gültige Vertrag des Kroaten in gegenseitigem Einverständnis per Ende Juli 2013 aufgelöst wird. Anschließend unterschrieb Perkovac einen Zweijahresvertrag beim deutschen Bundesligisten GWD Minden. Als die GWD Minden im Februar 2015 einen Abstiegsrang belegte, wurde er beurlaubt. Im Dezember 2015 übernahm Perkovac das Traineramt des Bundesligisten TuS N-Lübbecke. Ab dem Sommer 2018 bis zum April 2022 trainierte er den Schweizer Verein HC Kriens-Luzern.
Vom Februar 2023 bis Februar 2024 war Perkovac Trainer der kroatischen Männer-Nationalmannschaft.

## Erfolge als Trainer
- 2001/2002 Schweizer Meister mit Pfadi Winterthur
- 2002/2003 Schweizer Meister mit Pfadi Winterthur
- 2002/2003 Schweizer Pokalsieger mit Pfadi Winterthur
- 2003/2004 Schweizer Pokalsieger mit Kadetten Schaffhausen
- 2004/2005 Schweizer Pokalsieger mit Kadetten Schaffhausen
- 2004/2005 Schweizer Meister mit Kadetten Schaffhausen
- 2005/2006 Schweizer Meister mit Kadetten Schaffhausen
- 2006/2007 Schweizer Pokalsieger mit Kadetten Schaffhausen
- 2006/2007 Schweizer Meister mit Kadetten Schaffhausen
- 2006/2007 Schweizer Trainer des Jahres